# Panopea generosa
Panopea generosa är en musselart som först beskrevs av Gould 1850.  Panopea generosa ingår i släktet Panopea och familjen Hiatellidae. Inga underarter finns listade i Catalogue of Life.
Den är ätlig och är en uppskattad delikatess främst i Kina. Som mat kallas den elefantsnabelmussla eller geoduck.

## Bildgalleri

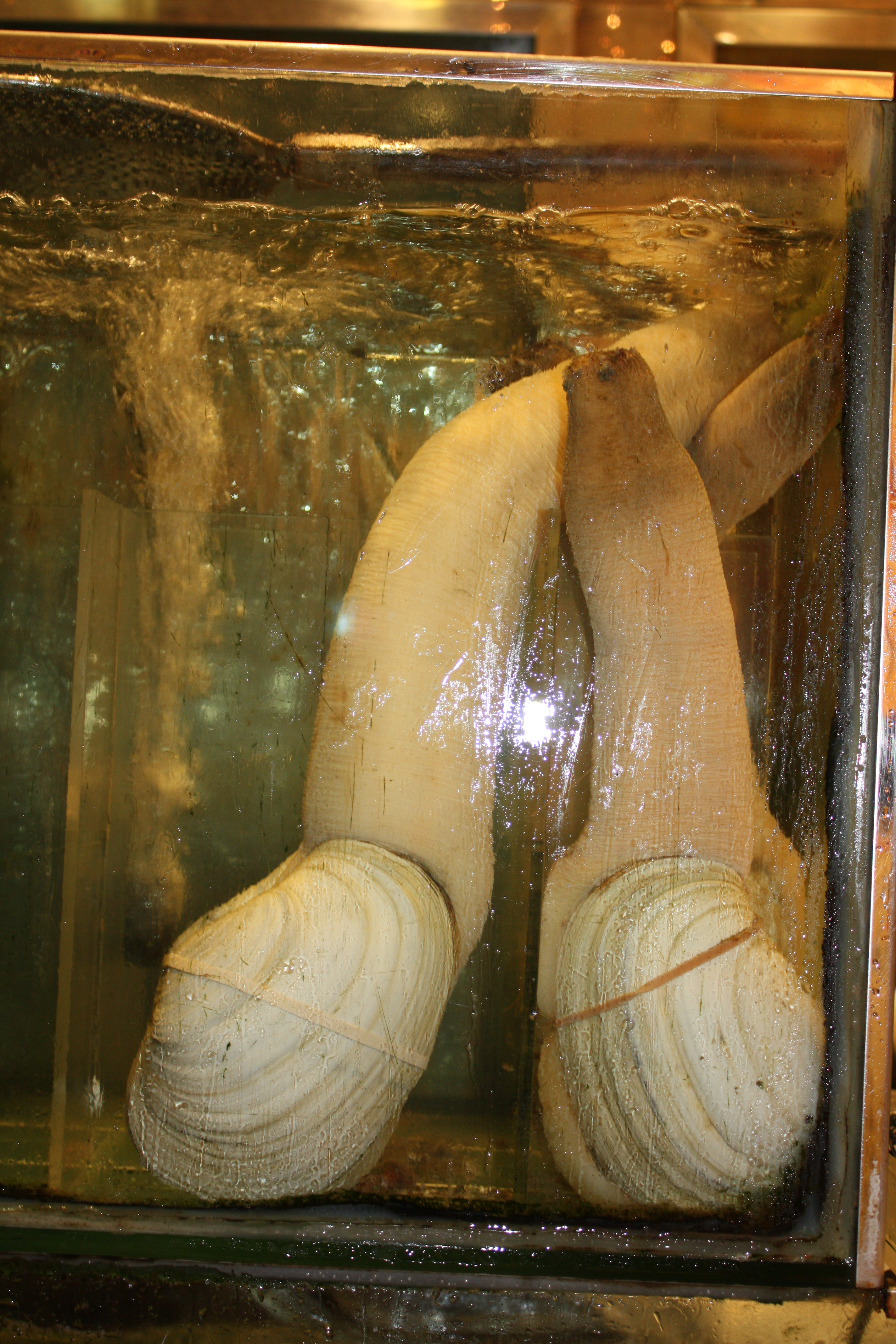
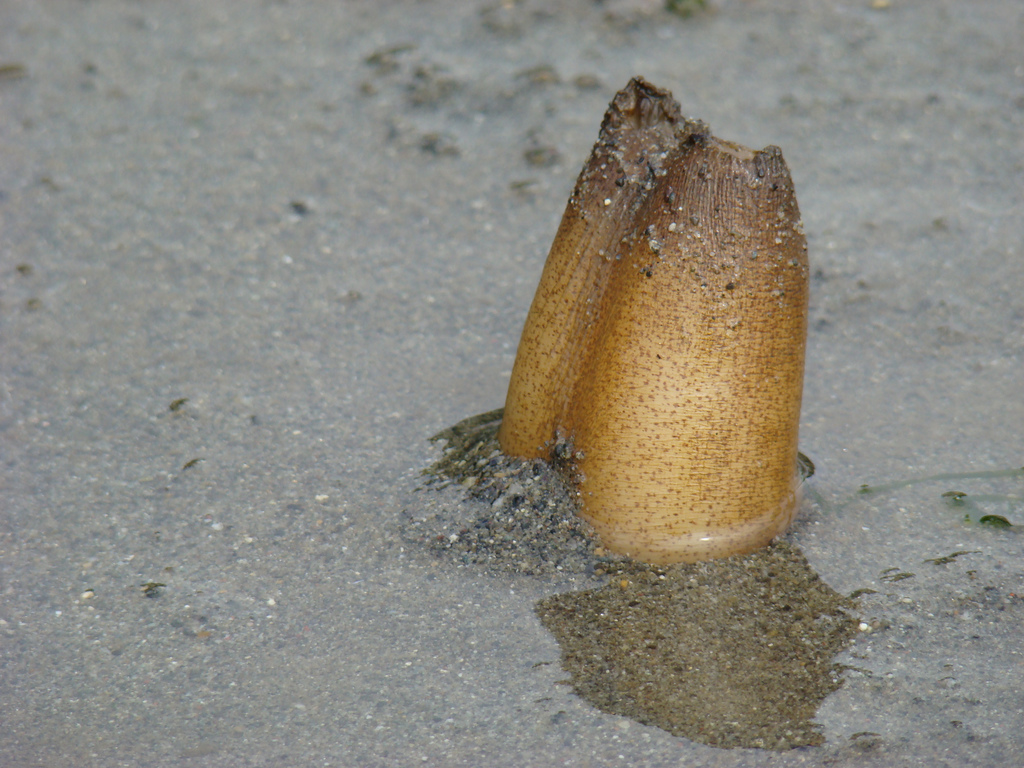
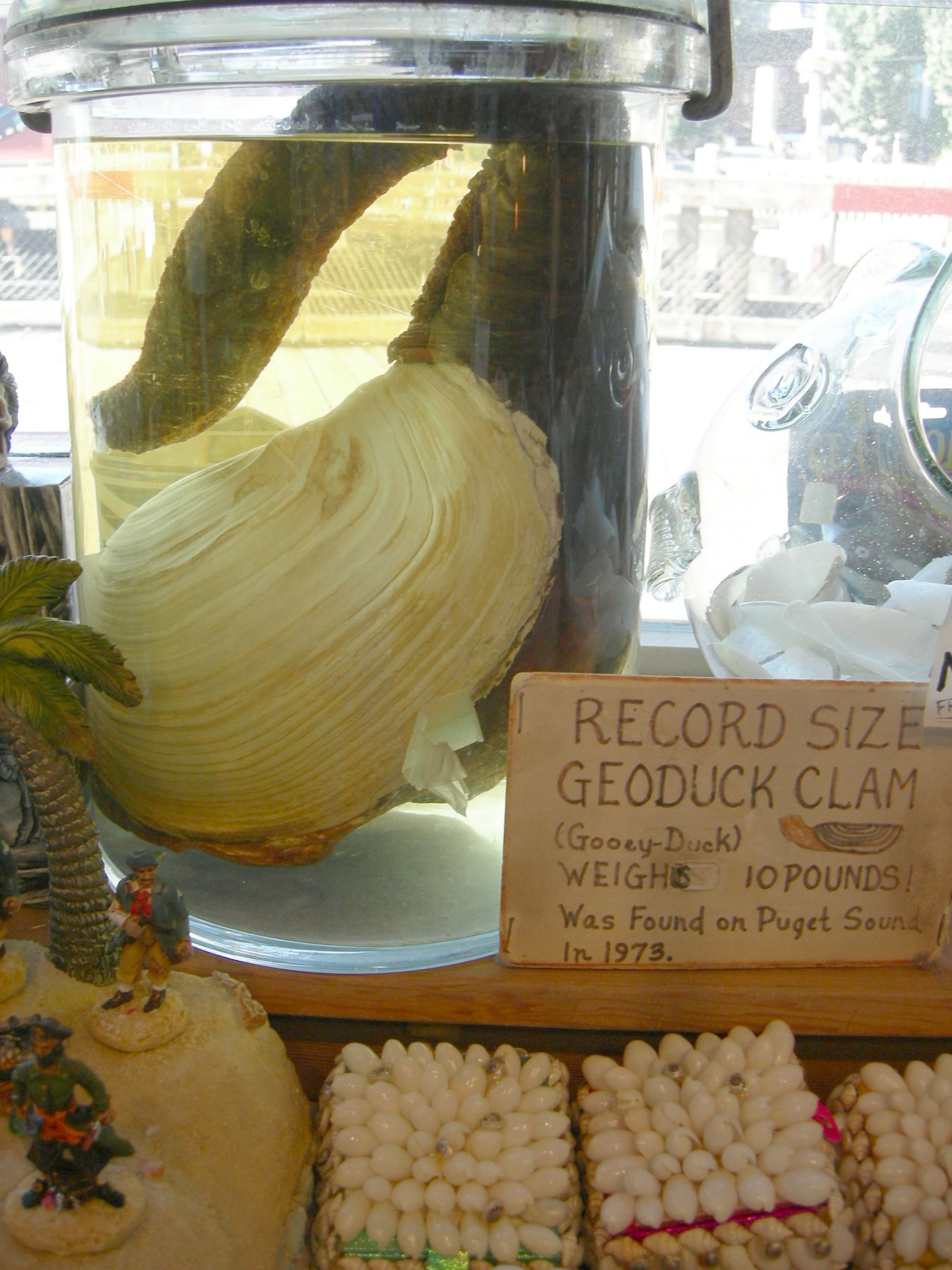
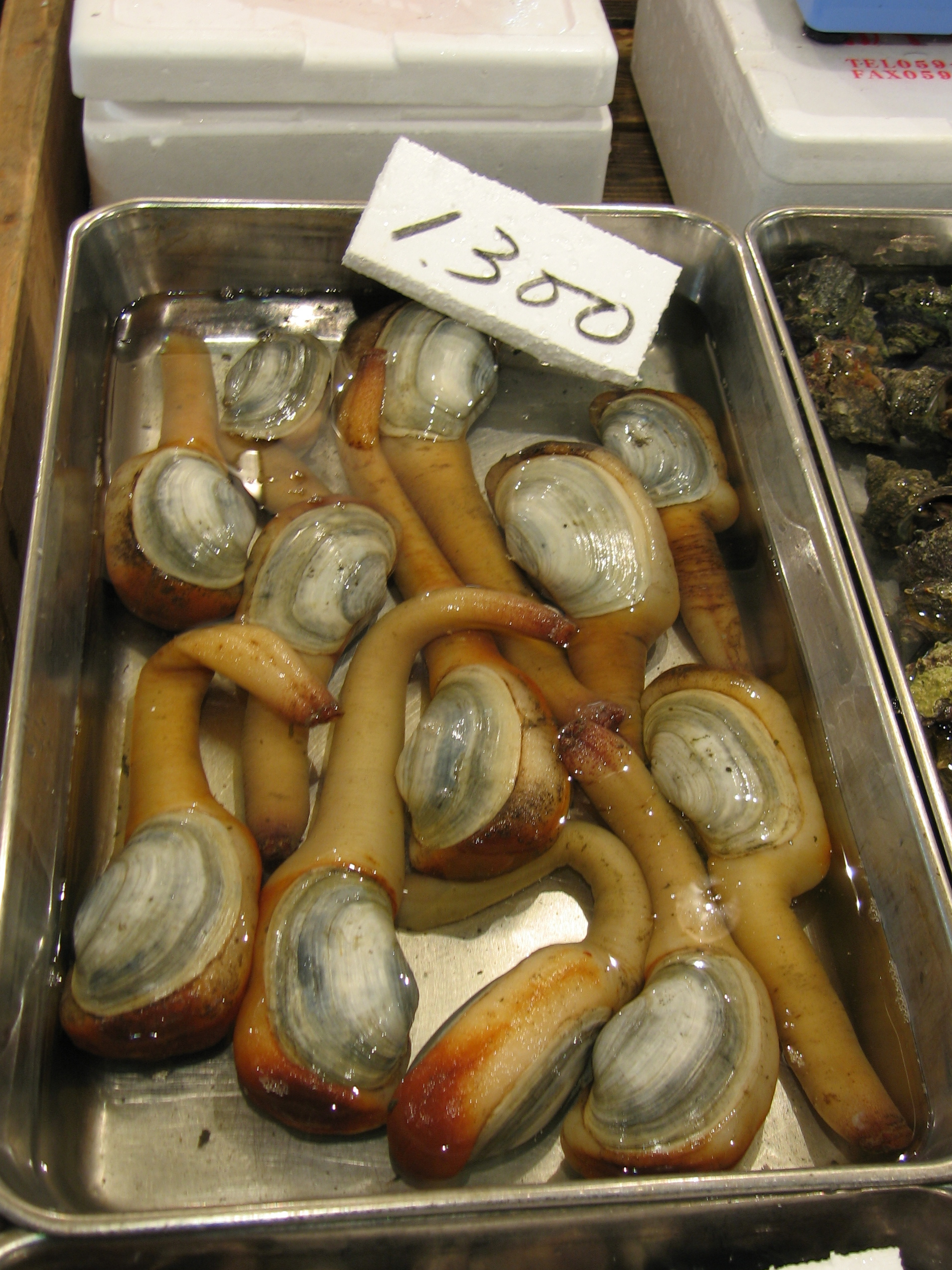
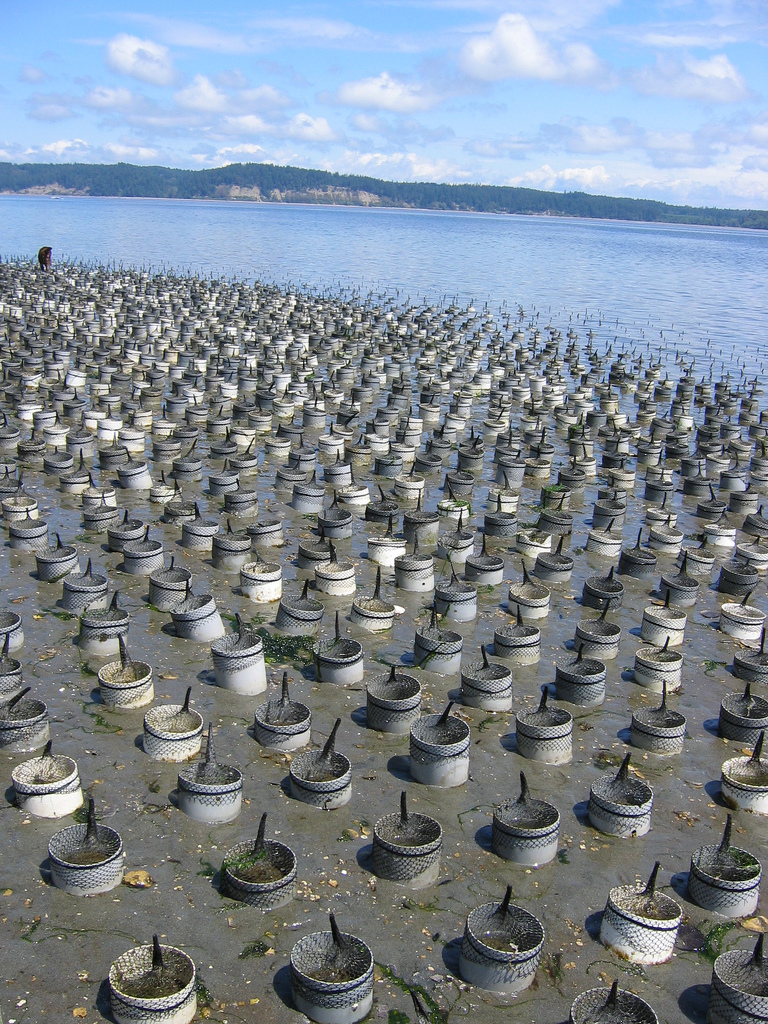
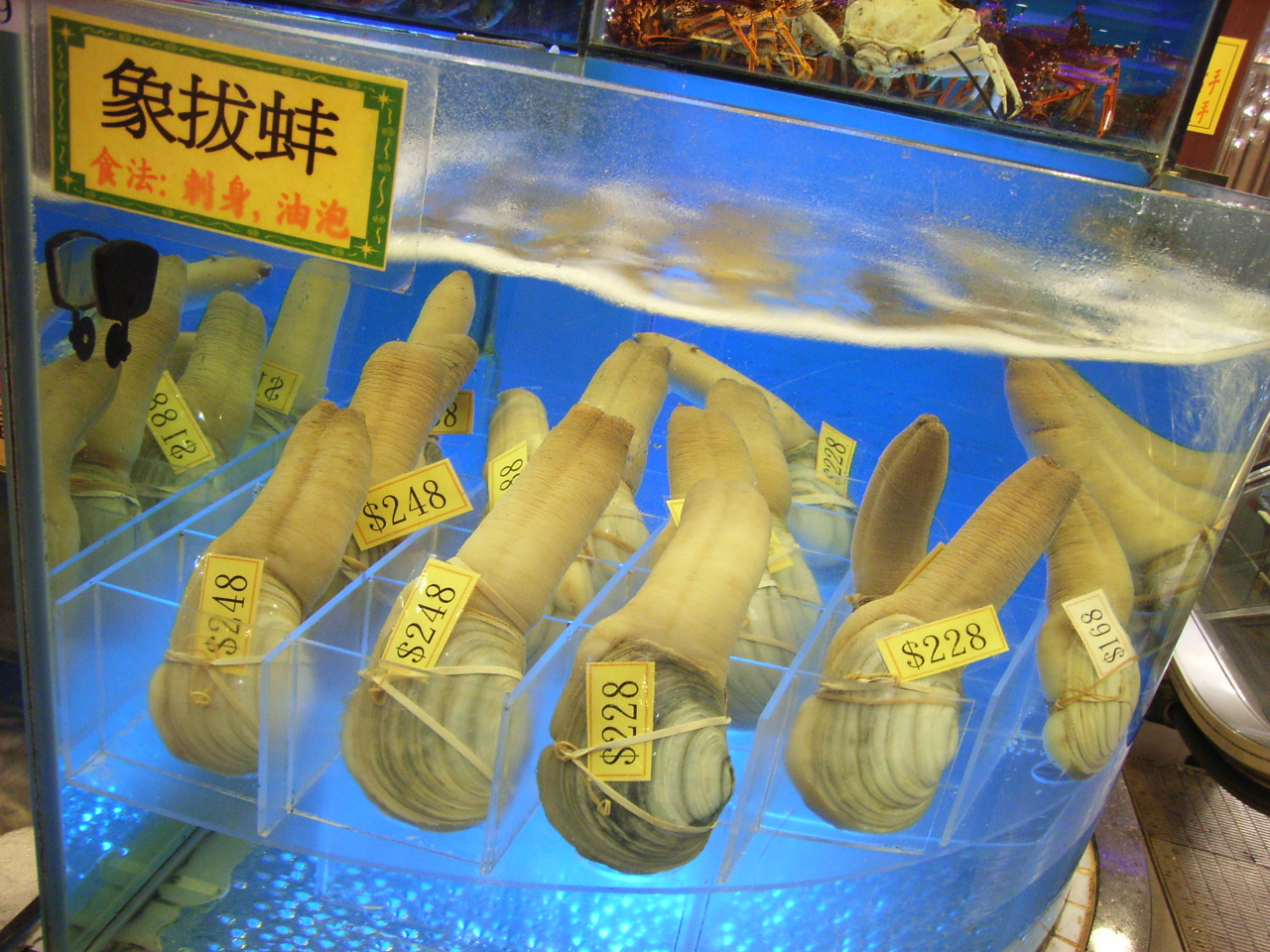